# Rumelhart-Preis
Der David E. Rumelhart Prize ist ein seit 2001 jährlich in den Kognitionswissenschaften vergebener Preis für einen bedeutenden aktuellen Beitrag zu den theoretischen Grundlagen menschlicher Erkenntnis (“The David E. Rumelhart Prize is awarded annually to an individual or collaborative team making a significant contemporary contribution to the theoretical foundations of human cognition.”). Er wird von der Cognitive Science Society vergeben, ist mit 100.000 Dollar dotiert, mit einer Bronzemedaille verbunden und nach David Rumelhart benannt. Gestiftet wurde er 2000 von der Robert J. Glushko and Pamela Samuelson Foundation. Glushko promovierte 1979 bei Rumelhart und ist Adjunct Professor für Kognitionswissenschaft an der University of California, Berkeley.

## Preisträger
- 2001 Geoffrey E. Hinton
- 2002 Richard M. Shiffrin
- 2003 Aravind Joshi
- 2004 John Robert Anderson
- 2005 Paul Smolensky
- 2006 Roger N. Shepard
- 2007 Jeffrey Elman
- 2008 Shimon Ullman
- 2009 Susan Carey
- 2010 James McClelland
- 2011 Judea Pearl
- 2012 Peter Dayan
- 2013 Linda Smith
- 2014 Ray Jackendoff
- 2015 Michael I. Jordan
- 2016 Dedre Gentner
- 2017 Lila Gleitman
- 2018 Michael Tanenhaus
- 2019 Michelene Chi
- 2020 Stanislas Dehaene
- 2021 Susan Goldin-Meadow
- 2022 Michael Tomasello
- 2023 Nick Chater
- 2024 Alison Gopnik
- 2025 Nora S. Newcombe
- 2026 Douglas L. Medin